# Nacogdoches
Nacogdoches é uma cidade localizada no estado norte-americano de Texas, no Condado de Nacogdoches.

## Demografia
Segundo o censo norte-americano de 2000, a sua população era de 29 914 habitantes.
Em 2006, foi estimada uma população de 31 135, um aumento de 1221 (4,1%).

## Geografia
De acordo com o United States Census Bureau tem uma área de
65,5 km², dos quais 65,3 km² cobertos por terra e 0,2 km² cobertos por água.

## Localidades na vizinhança
O diagrama seguinte representa as localidades num raio de 32 km ao redor de Nacogdoches.